# Bâtiment de la première coopérative agricole d'Azanja
Le bâtiment de la première coopérative agricole d'Azanja (en serbe cyrillique : Зграда Прве земљорадничке задруге у Азањи ; en serbe latin : Zgrada Prve zemljoradničke zadruge u Azanji) se trouve à Azanja, dans la municipalité de Smederevska Palanka et dans le district de Podunavlje, en Serbie. Il est inscrit sur la liste des monuments culturels protégés de la république de Serbie (identifiant no SK 561).

## Présentation

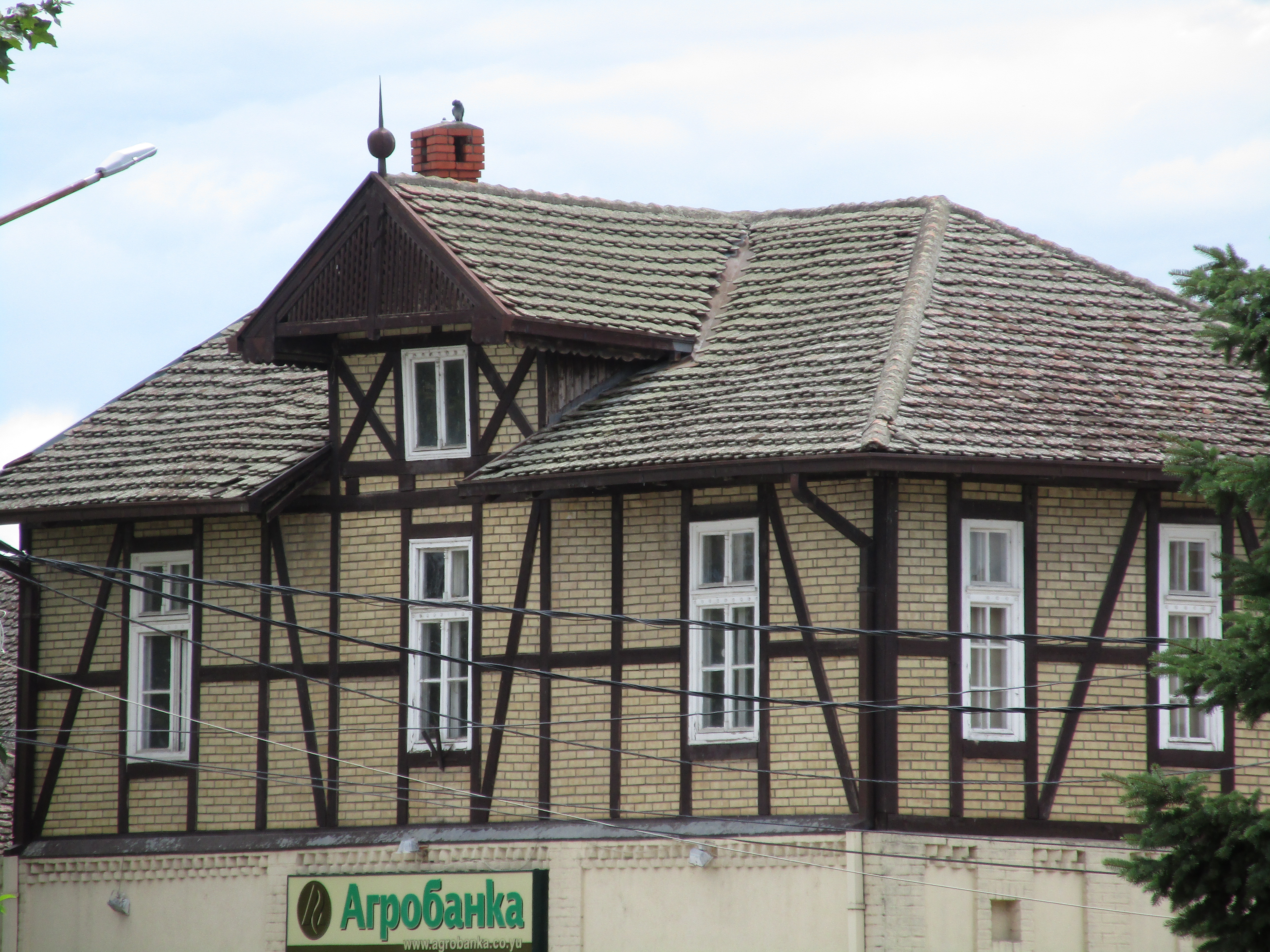
Détail de la façade.

La coopérative agricole d'Azanja a été fondée en 1894 ; elle était à l'époque la seconde coopérative agricole de Serbie. Le bâtiment a été construit entre 1920 et 1927 pour les besoins de la coopérative ; lors de la première phase de la construction, elle ne disposait que d'un rez-de-chaussée, qui a été augmenté d'un étage et d'un grenier en 1927. L'édifice a été dessiné par l'architecte Branislav M. Popović.
En forme de « L », le bâtiment est constitué d'un sous-sol situé sous la partie sud ouest du bâtiment, d'un rez-de-chaussée, d'un étage et d'un grenier. Ses fondations sont en pierres ; le sous-sol et le rez-de-chaussée sont en briques reliées par du mortier ; l'étage, quant à lui, est conçu selon la technique des colombages en bois avec un remplissage en briques apparentes. Le grenier et le toit sont en bois ; le toit, de structure complexe, est recouvert de tuiles.
Les façades sont traitées différemment selon les étages. Le rez-de-chaussée est enduit de mortier avec une décoration plastique en briques autour des portes et des fenêtres ; des pilastres en brique rythment également cet étage. Un cordon sépare le rez-de-chaussée de l'étage. Au centre du toit se trouve aussi une sorte de « belvédère » qui accentue l'aspect décoratif de l'ensemble.